# Родовища Якутії
Якутія є унікальною територією за різноманітністю, кількістю та якістю корисних копалин. Тут офіційно зареєстровані 1823 родовища 58 видів мінеральної сировини. Найважливішими є родовища алмазів (82 % Запасів Росії), стибію (82 %) урану (61 %). Також на частку республіки припадає 47 % розвіданих запасів вугілля, 35 % природного газу і нафти Східного Сибіру і Далекого Сходу. При цьому понад 16 тисяч потенційних родовищ залишаються малодослідженими.

## Стибій
Основні запаси якутського стибію зосереджені в Адича-Таринській рудній зоні. Офіційно в республіці зареєстровано 7 родовищ стибію, також стибій є попутним компонентом деяких родовищ золота. Родовища Сарилах і Сентачан є унікальними за обсягами і концентрації руди. Якутія забезпечує 100 % виробництва цього елементу в Росії.

## Алмази
Запаси якутських алмазів зосереджені в Якутській алмазній провінції. Офіційно зареєстровано 47 родовищ. При цьому основні запаси (понад 90 %) зосереджені в 17 корінних родовищах. Завдяки промисловій розробці родовищ в Мало-Ботуобинському, Далдин-Алакітському і Анабарському районах, Якутія займає лідіруюче положення в Росії з видобутку алмазів. Найвідоміше родовище — кімберлітова трубка Мир.

## Уран
Родовища урану зосереджені в Південній Якутії і представлені Ельконською групою родовищ, яка є найбільшою в Росії за запасами. Однак станом на 2007 рік видобуток урану в республіці не проводився, на розподілених родовищах велися геологорозвідувальні роботи.

## Нафта і газ
У республіці офіційно зареєстровано 34 родовища нафти, природного газу і конденсату. Родовища в основному зосереджені у Вілюйській та Непсько-Ботуобинській нафтогазоносних областях. Понад 90 % запасів зосереджено в 11 найбільших родовищах.

## Вугілля
Якутія має 48 офіційно врахованих родовища вугілля. Найважливішими є Нерюнгрінське і Силлахське родовища. На частку республіки припадає 47 % розвіданих запасів вугілля Східного Сибіру і Далекого Сходу, при цьому освоєно або освоюється не більше 7 % Родовищ.

## Золото
Якутське золото добувають в розсипних і корінних родовищах. Також воно є попутним компонентом уранових родовищ. Офіційно враховано 834 родовища золота. Запаси золота в Якутії оцінюються у 20 % від загальноросійських, однак більша їх частина зосереджена в важких для освоєння миш'яковистих рудах. Найбільші родовища: Нежданінське, Кючус, річки Аллах-Юнь, Великий Куранах та інші.

## Срібло
Срібло в Якутії зустрічається переважно в східній частині в арктичній зоні. Враховано 33 родовища, з яких найбільшими є Прогноз і Нежданінське. На останньому срібло є попутним компонентом.

## Залізні руди
Основне місце зосередження залізних руд — Алданська залізорудна провінція з потенціалом 18,9 млрд тонн. На обліку перебуває 14 родовищ. Найбільш перспективні родовища — Дьосовське і Тайожне, які розташовані у відносній близькості від Байкало-Амурської залізничної магістралі.

## Олово
Запаси олова в Якутії в основному представлені корінними родовищами, в яких зосереджено 75,7 % врахованих запасів. У цілому враховано 50 родовищ. Усі родовища зосереджені в східній частині арктичної зони Якутії. У загальних запасах Росії родовища Якутії становлять понад 40 % розвіданих, і понад 80 % балансових запасів. Олово також є попутним компонентом срібло-поліметалічних родовищ. У 2008 році видобуток вівся на родовищах Чурпуньа і Тірехтях. Найперспективніше корінне родовище Депутатське припинило роботу в кінці 2000-х років.

## Вольфрам
Основні запаси вольфраму (89 %) у Якутії зосереджені у двох комплексних родовищах: мідно-вольфрамовому Агилкі й вольфрамо-олов'яному Ілінтасі. Усього в республіці враховано 24 вольфрамових родовищ. Усі родовища розташовані в арктичній зоні. Видобуток вольфраму ведеться тільки попутно з оловом на родовищі Чурпуньа.

## Свинець і цинк
У Якутії є 10 врахованих свинцево-цинкових родовищ. Оруднення широке, зустрічаються як свинцево-цинкові, так і комплексні родовища, в яких ці метали є попутними компонентами. Видобуток не проводиться.

## Рідкісноземельні метали
У Якутії відоме одне родовище рідкісноземельних металів — Томторське, запаси якого оцінюються в 17,75 % від сумарних запасів зарубіжних країн. Крім цього рідкісноземельні метали зустрічаються як попутний компонент на родовищі Селігдар і в розсипах Куларського золотоносного району. Видобуток не проводиться.

## Неметалеві корисні копалини
Неметалеві корисні копалини представлені в Якутії цементною сировиною, гіпсом, будівельним каменем, кольоровими каменями, цеолітами, кам'яною сіллю, апатитами, графітом, вермикулітом. Можливим є виявлення запасів калійної солі, азбесту і магнезиту. Використовуються переважно родовища піщано-гравійних і піщано-дресвяно-щебеневих сумішей, в тому числі офіційно не врахованих. Загальна кількість врахованих родовищ неметалевих корисних копалин на 2008 рік становила 1038.

## Підземні води

### Прісні води
У республіці враховано 29 родовищ прісних підземних вод, з них 14 використовується для водопостачання. Велика частина запасів зосереджена в Південній Якутії.

### Мінеральні води
У Якутії зареєстровано чотири родовища мінеральних вод лікувально-столового призначення і одне мінеральних вод зовнішнього застосування. Частково розвідане родовище мінеральних вод Надєжда, розвідані два родовища лікувальних грязей. У використанні знаходяться родовище мінеральних вод Мало-Нахотське, і родовища лікувальних грязей Кемпендяйське і Абалах.

### Промислові води
Промислові води широко поширені, найвивченіші родовища прилягають до об'єктів алмазної промисловості. Нині ці ресурси не використовуються у зв'язку з відсутністю технології їх переробки.